# Rugby Canada Super League 2003
Rugby Canada Super League 2003 – szósta edycja najwyższej klasy rozgrywkowej w rugby union w Kanadzie. Zawody odbywały się w dniach 24 maja–26 lipca 2003 roku.
Niespodziewanie dywizję wschodnią wygrała drużyna Toronto Xtreme, założona przez byłych zawodników i trenerów występującego rok wcześniej zespołu Toronto Renegades. W wielkim finale uległa jednak Calgary Mavericks 40–24.
Opracowane na podstawie materiałów źródłowych.

## Faza grupowa

### Dywizja wschodnia
| 31 maja 2003 | Ottawa Harlequins | 14:57 | Toronto Xtreme |  |
| 31 maja 2003 |                   | 14:57 |                |  |

| 7 czerwca 2003 | Ottawa Harlequins | 19:12 | Black Spruce Rugby |  |
| 7 czerwca 2003 |                   | 19:12 |                    |  |

| 7 czerwca 2003 | Newfoundland Rock | 25:7 | Nova Scotia Keltics |  |
| 7 czerwca 2003 |                   | 25:7 |                     |  |

| 13 czerwca 2003 | Newfoundland Rock | 27:0 | Ottawa Harlequins |  |
| 13 czerwca 2003 |                   | 27:0 |                   |  |

| 21 czerwca 2003 | Nova Scotia Keltics | 5:48 | Toronto Xtreme |  |
| 21 czerwca 2003 |                     | 5:48 |                |  |

| 22 czerwca 2003 | Black Spruce Rugby | 19:64 | Toronto Xtreme |  |
| 22 czerwca 2003 |                    | 19:64 |                |  |

| 28 czerwca 2003 | Newfoundland Rock | 63:10 | Black Spruce Rugby |  |
| 28 czerwca 2003 |                   | 63:10 |                    |  |

| 5 lipca 2003 | Ottawa Harlequins | 12:20 | Nova Scotia Keltics |  |
| 5 lipca 2003 |                   | 12:20 |                     |  |

| 12 lipca 2003 | Toronto Xtreme | 19:14 | Newfoundland Rock |  |
| 12 lipca 2003 |                | 19:14 |                   |  |

| 12 lipca 2003 | Black Spruce Rugby | 13:22 | Nova Scotia Keltics |  |
| 12 lipca 2003 |                    | 13:22 |                     |  |

### Dywizja zachodnia
| 24 maja 2003 | Manitoba Buffalo | 6:17 | Edmonton Gold |  |
| 24 maja 2003 |                  | 6:17 |               |  |

| 31 maja 2003 | Calgary Mavericks | 65:13 | Manitoba Buffalo |  |
| 31 maja 2003 |                   | 65:13 |                  |  |

| 31 maja 2003 | Edmonton Gold | 17:37 | Saskatchewan Prairie Fire |  |
| 31 maja 2003 |               | 17:37 |                           |  |

| 1 czerwca 2003 | Vancouver Island Crimson Tide | 30:10 | Vancouver Wave |  |
| 1 czerwca 2003 |                               | 30:10 |                |  |

| 6 czerwca 2003 | Edmonton Gold | 10:54 | Vancouver Island Crimson Tide |  |
| 6 czerwca 2003 |               | 10:54 |                               |  |

| 7 czerwca 2003 | Calgary Mavericks | 20:25 | Fraser Valley Venom |  |
| 7 czerwca 2003 |                   | 20:25 |                     |  |

| 7 czerwca 2003 | Saskatchewan Prairie Fire | 33:14 | Vancouver Island Crimson Tide |  |
| 7 czerwca 2003 |                           | 33:14 |                               |  |

| 14 czerwca 2003 | Saskatchewan Prairie Fire | 44:7 | Manitoba Buffalo |  |
| 14 czerwca 2003 |                           | 44:7 |                  |  |

| 14 czerwca 2003 | Vancouver Wave | 29:17 | Fraser Valley Venom |  |
| 14 czerwca 2003 |                | 29:17 |                     |  |

| 14 czerwca 2003 | Vancouver Island Crimson Tide | 23:24 | Calgary Mavericks |  |
| 14 czerwca 2003 |                               | 23:24 |                   |  |

| 19 czerwca 2003 | Vancouver Wave | 18:24 | Saskatchewan Prairie Fire |  |
| 19 czerwca 2003 |                | 18:24 |                           |  |

| 21 czerwca 2003 | Fraser Valley Venom | 23:23 | Saskatchewan Prairie Fire |  |
| 21 czerwca 2003 |                     | 23:23 |                           |  |

| 28 czerwca 2003 | Edmonton Gold | 12:63 | Calgary Mavericks | Ellerslie Rugby Park, Edmonton |
| 28 czerwca 2003 |               | 12:63 |                   | Ellerslie Rugby Park, Edmonton |

| 28 czerwca 2003 | Fraser Valley Venom | 63:13 | Manitoba Buffalo |  |
| 28 czerwca 2003 |                     | 63:13 |                  |  |

| 29 czerwca 2003 | Vancouver Island Crimson Tide | 62:8 | Manitoba Buffalo |  |
| 29 czerwca 2003 |                               | 62:8 |                  |  |

| 4 lipca 2003 | Manitoba Buffalo | 3:56 | Vancouver Wave |  |
| 4 lipca 2003 |                  | 3:56 |                |  |

| 5 lipca 2003 | Fraser Valley Venom | 10:45 | Vancouver Island Crimson Tide |  |
| 5 lipca 2003 |                     | 10:45 |                               |  |

| 6 lipca 2003 | Calgary Mavericks | 38:19 | Vancouver Wave |  |
| 6 lipca 2003 |                   | 38:19 |                |  |

| 11 lipca 2003 | Vancouver Wave | 49:15 | Edmonton Gold |  |
| 11 lipca 2003 |                | 49:15 |               |  |

| 12 lipca 2003 | Saskatchewan Prairie Fire | 25:44 | Calgary Mavericks | Regina Rugby Club, Regina |
| 12 lipca 2003 |                           | 25:44 |                   | Regina Rugby Club, Regina |

| 13 lipca 2003 | Fraser Valley Venom | 43:20 | Edmonton Gold |  |
| 13 lipca 2003 |                     | 43:20 |               |  |

## Finał
| 26 lipca 2003 | Calgary Mavericks | 40:24 | Toronto Xtreme | Calgary Rugby Park, Calgary Widzów: 6000 |
| 26 lipca 2003 |                   | 40:24 |                | Calgary Rugby Park, Calgary Widzów: 6000 |